# بولاد بلبل أغلو
ممادوف بولاد بولبول أغلو- ابنه بولبول( 4 فبرايير، عام 1945، باكو) - ملحن ومغني أذربيجاني، وزير الثقافة السابق لأذربيجان (2006-1989)، سفير فوق العادة ومفوض لأذربيجان في روسيا (2006-و حتى اليوم)، العامل الفني التكريم للجمهورية الأذرية الاشتراكية السوفيتية (1973)، الفنان الشعب للجمهورية الأذرية الاشتراكية السوفيتية (1982)، الفنان الشعب تركمانستان (2017)، رئيس لتوركصوي (عام 1994)، العامل الفني التكريم لجمهورية داغستان.

## حياته
ولد بولاد بولبول أغلو في 4 فبرايير، عام 1945، في مدينة باكو.
وقد أخذ لقب والده - بلبل ككنية.
تخرج من معهد موسيقى (صف قار قاراييف، عام 1968).
إشتهر بولاد كمؤلف العديد من الأغاني وعازفهن اللذين ينتشرعلى نطاق واسع.
و هو مؤلف الأعمال سيمفونية، قصيدة سيمفونية وموسيقى للعروض الدرامية وللأفلام.
نيل سفير فوق العادة ومفوض لأذربيجان في روسيا بولاد بولبول أغلو لجوائز كنياز نيوسكي مقدس.
ونيل السفير لهذه الجائزة من قبل الصندوق العام الأقاليمي الروسي.
سنة 2016 تم افتتاح نصبه التذكاري في العاصمة باكو. يحمل كذلك أحد من أكبر شوارع باكو اسم رشيد بهبودوف.
في 18 مايو، عام 2016 تم افتتاح نصبه التذكاري بولاد بلبل أغلو في مدينة موسكو، وفي إطار سلسلة من المنحوتات آسمها "معاصري المعاصرة"، لرسام والمثّال الشهيرزوراب سيريتيلي، في 18 مايو، عام 2016.

## أسرته
- ابنه - مورتوزا ماشادي أغلو مامادوف (بولبول) - مغني الأوبرا الأذربيجانية (غنائية درامية تينور)، باحث الموسيقى الفولكلور، مؤسس لمهنية الفن الصوتي في أذربيجان، فنان الشعب للإتحد السوفيتي، الحائز لجائزة ستالين.
- زوجته الأولى - بيلا رودينكو
- ابنه - تيمور بولاد - أوغلو بولبول ( ولد عام 1975) - موسيقى، رئيس العازفين فرقة الباسون لأركيسترا الحكومية بأسم بيتر إليتش تشايكوفسكي، التكريم الفنان لروسيا، حاليا- رجل أعمال.
- زوجته الثاني - قيولنارا شيخالييفا.
- ابنته - ليلة - مغني، ممثلة.
- ابنه - مورتوزا - موسيقى.

## روابط خارجية
- بولاد بلبل أغلو على موقع IMDb (الإنجليزية)
- بولاد بلبل أغلو على موقع ميوزك برينز (الإنجليزية)
- بولاد بلبل أغلو على موقع ميوزك برينز (الإنجليزية)
- بولاد بلبل أغلو على موقع ديسكوغز (الإنجليزية)